# Theo Kellner
Theo Kellner (* 13. April 1899 in Erfurt; † 26. Februar 1969 in Frankfurt am Main) war ein deutscher Maler und Architekt.
Kellner war Schüler von Lyonel Feininger und Hans Poelzig, er war seit 1926 befreundet mit dem Maler Charles Crodel. 1926–1931 arbeitete er unter der Bezeichnung Atelier für Architektur in Gemeinschaft mit Felix H. Hinssen und Gustav Wirth in Berlin und Erfurt, seit 1932 in Gemeinschaft mit Fritz Spahr in Erfurt. Spätestens 1933 war Kellner Mitglied im Bund Deutscher Architekten (BDA). Ab 1935 war er vor allem in der Denkmalpflege tätig, seit 1945 in Zusammenarbeit mit Karl Tetzner. Nach 1945 war Kellner beteiligt am Wiederaufbau von Frankfurt am Main. Seit 1951 war er dort ansässig und in Verbindung mit Wilhelm Massing tätig.
1948 war er im Angermuseum Erfurt auf der Ausstellung „Erfurter Künstler“ vertreten.

## Bauten und Entwürfe

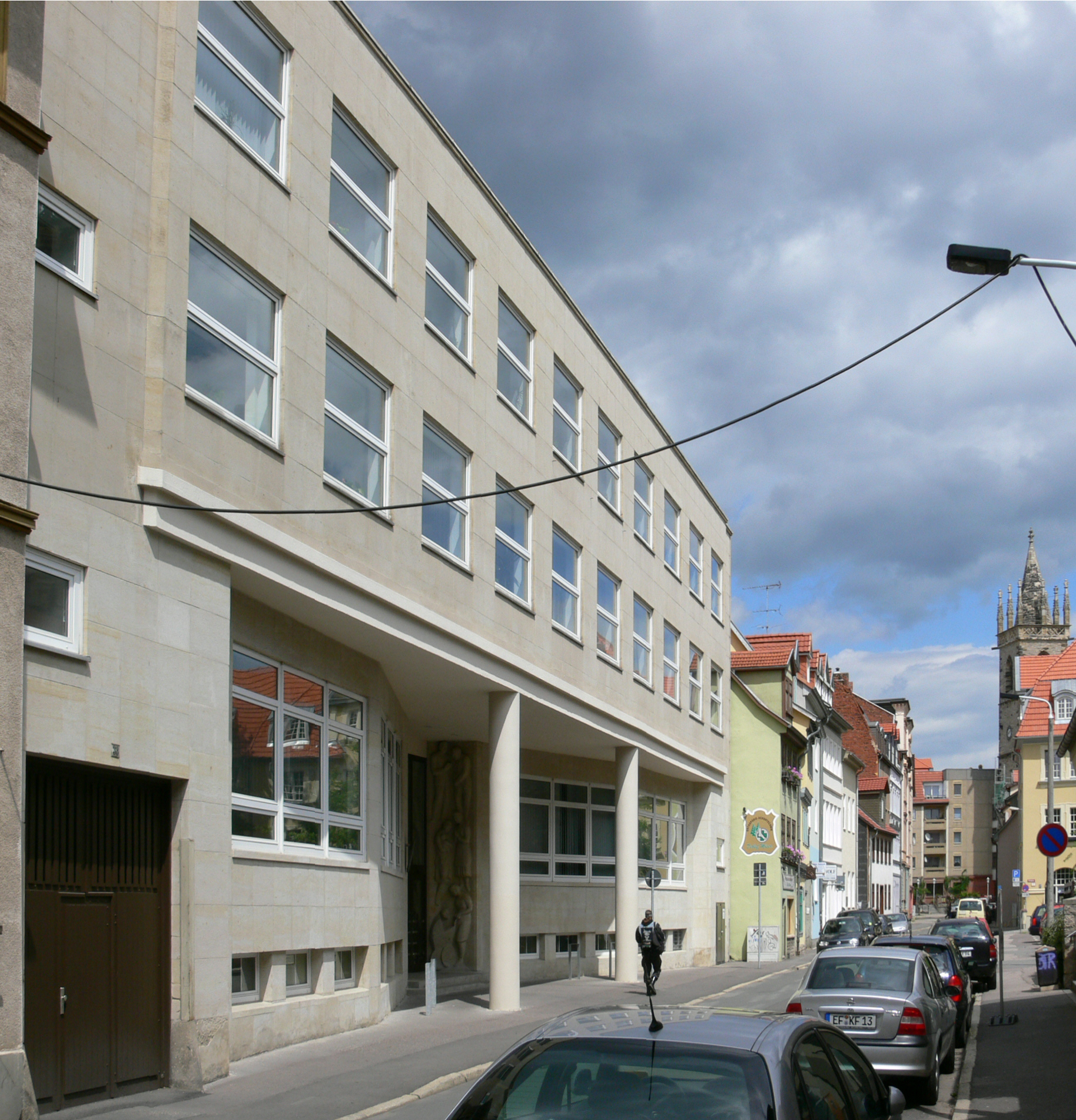
AOK-Gebäude in Erfurt von 1930 (2006)

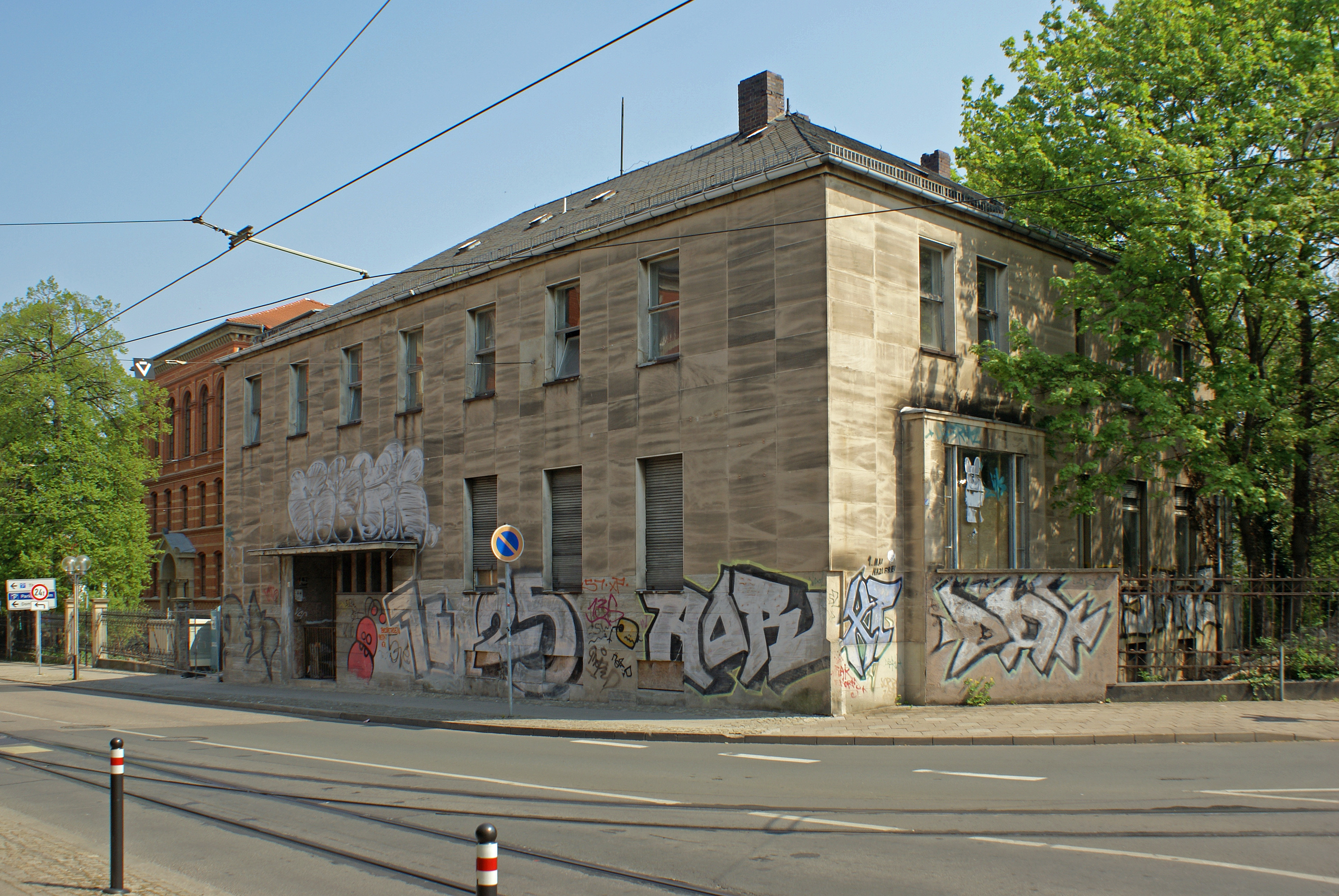
Wohnhaus Wolff in Erfurt von 1931 (Zustand 2012)

- 1930: Gebäude der Allgemeinen Ortskrankenkasse in Erfurt, Augustinerstraße 38
- 1931: Umbau eines Wohnhauses für den Fabrikanten Arthur Wolff in Erfurt, Regierungsstraße 43 (unter Denkmalschutz) zusammen mit Charles Crodel
- 1933/1934: zwei Wettbewerbsentwürfe für ein Ehrenmal in Erfurt (gemeinsam mit Fritz Spahr; prämiert mit dem 1. und einem 4. Preis)[1]
- 1934–1935: Porzellankabinett für das Angermuseum in Erfurt (mit drei Glasmalereien von Charles Crodel; nach 2000 zerstört)
- 1935: Wohnhaus Dr. Ullrich, Schöne Allee 12, Gotha, zusammen mit Charles Crodel
- 1936: Werkstattgebäude für das Kraftwerk Erfurt-Gispersleben, Zittauer Straße 31
- 1936–1938: Restaurierung der Martin-Luther-Stätte im Augustinerkloster in Erfurt (insbesondere der Augustinerkirche) zusammen mit Charles Crodel.[2]
- 1936 Lebensbanksiedlung Schlossallee/Jägerstraße, Gotha
- 1937: Erneuerung der  Barfüsserkirche mit Deckengemälde von Charles Crodel (1944 zerstört)
- 1942: Entwürfe für ein Gauforum auf dem Petersberg in Erfurt
- 1945/1946: Bauleitung für den Wiederaufbau des durch Luftangriffe auf Erfurt zerstörten Augustinerklosters (zusammen mit Charles Crodel und Karl Tetzner, der nach der Übersiedlung Kellners nach Frankfurt am Main die Bauleitung übernahm)
- 1945–1950: Wiederherstellung der Thomaskirche in Erfurt zusammen mit Karl Tetzner.[3]
- 1947: Wiederaufbau des Freien Deutschen Hochstifts und des Goethe-Hauses in Frankfurt am Main
- 1950–1954: Wiederherstellung der Frankfurter Hauptwache (zusammen mit Wilhelm Massing)
- 1950–1954: Wiederherstellung der Frankfurter Katharinenkirche (zusammen mit Wilhelm Massing und Charles Crodel)
- 1959–1960: Verwaltungsgebäude für die Deutsche Treuhandgesellschaft in Frankfurt am Main, Beethovenstraße (zusammen mit Charles Crodel)
- 1959–1965: Wiederherstellung der Frankfurter Peterskirche (zusammen mit Wilhelm Massing und Charles Crodel)[4]
- 1961–1963: Wiederherstellung der Stadtkirche in Friedberg (zusammen mit Charles Crodel)
- 1962–1963: Wiederherstellung der  Dreifaltigkeitskirche in Alsfeld (zusammen mit Charles Crodel)
- 1965: Wohnhaus in Kronberg im Taunus